# Nagylég
Nagylég (szlovákul: Veľké Lehnice) Lég község része, egykor önálló község Szlovákiában, a Nagyszombati kerület Dunaszerdahelyi járásában.

## Fekvése
Dunaszerdahelytől 12 km-re északnyugatra, a pozsonyi út mellett fekszik. Nagylég a mai Lég község központi belterületének nagyobbik, keleti részét képezi.

## Története
Lég falut Pozsony várának tartozékaként 1239-ben Legu alakban említik először. 1250-ben Leeg, 1269-ben Leg alakban szerepel az írott forrásokban. 1328-ban Leeg alakban említi oklevél, ekkor már állt a falu régi temploma. 1396-ban Leeg alias Legendorf, 1398-ban Naglegh, 1476-ban Legnicz néven szerepel. 1553-ban a Sárkány és Zomor családok rendelkeznek itt öt, illetve három portával. A 17. század végén a Szüllő család a legnagyobb birtokos a községben. A 19. század elején Benyovszky Lajos grófnak, valamint Petőcz és a Bacsák családnak voltak itt nagyobb birtokai. 1828-ban Nagylég 84 házában 608 lakos élt.
Vályi András szerint "Kis, és Nagy Lég. Két magyar falu Posony Várm. földes Ura több Uraságok, lakosaik katolikusok, Kis Lég, Nagy Légnek filiája, fekszenek egy más mellett, Nagy Pkának szomszédságában, szántó fölekből, legelőkből, rétekből veszik jövedelmeiket, tsekélyebb határja van Kis Légnek."
Fényes Elek szerint "Légh (Nagy), magyar falu, Pozson vmegyében, mindjárt Kis-Légh mellett: 578 kath., 6 evang., 14 zsidó lak., kath. paroch. templommal, s a földes-uraságok csinos lakházaival, és kényeivel. Határja ennek is termékeny és tágas, ugy hogy a kis Dunáig kinyulik. Legelője, rétjei bőven lennének, de száraz természetüek, azért kevés de jó szénát adnak; a juhtenyésztés nagy divatban van. Fája igen szüken, s csak a kis Duna mentiben. F. u. Benyovszky Péter kapitány, Peteőcz, Bacsák, s m. t. famil. Lakosai közt számos czigányok találtatnak, kik főképen muzsikálásból élnek."
A trianoni békeszerződés előtt Pozsony vármegye Somorjai járásához tartozott. 1940-ben  Kislég és Szász községekkel Lég néven egyesítették, majd 1960-ban Előpatonyt is hozzá csatolták.

## Népessége
1910-ben 554, túlnyomórészt magyar lakosa volt.
2001-ben Lég 2409 lakosából 1659 magyar és 647 szlovák volt.

## Neves személyek
- Itt született 1824-ben Benyovszky Lajos földbirtokos, ügyvéd.
- Itt született 1874-ben Benyovszky Rudolf jogász, földbirtokos, hegedűművész, zeneszerző, hangszerkészítő, festő.

## Nevezetességei
- Római katolikus templomát Szelepcsényi György hercegprímás építtette 1679-ben a török időkben elpusztult középkori templom helyett.
- 16. századi reneszánsz kastélyát 1929-ben lebontották, csak egy nyolcszögű épületrész maradt meg mellette. Helyén 1930-ban gróf Benyovszky Rudolf építtetett új kastélyt skót mintára, melyet hatalmas erdőpark övez. 1954-óta tüdőszanatórium működik benne.
- A község északi részén lévő új temetőben áll a Benyovszky család sírboltja. Ez szecessziós stílusú, négyzetes alapú, egyszerű homlokzatú épület, amit a 2000-es évek elején felújítottak.